# Тарновська-Воля (Підкарпатське воєводство)
Тарновська-Воля (пол. Tarnowska Wola) — село в Польщі, у гміні Нова Демба Тарнобжезького повіту Підкарпатського воєводства.
Населення — 861 особа (2011).
У 1975-1998 роках село належало до Тарнобжезького воєводства.

## Демографія
Демографічна структура станом на 31 березня 2011 року:
|          | Загалом | Допрацездатний вік | Працездатний вік | Постпрацездатний вік |
| -------- | ------- | ------------------ | ---------------- | -------------------- |
| Чоловіки | 437     | 88                 | 306              | 43                   |
| Жінки    | 424     | 73                 | 266              | 85                   |
| Разом    | 861     | 161                | 572              | 128                  |